# 莱昂内尔·邓斯特维尔
莱昂内尔·邓斯特维尔（英語：Lionel Charles Dunsterville，1865年11月9日—1946年3月18日）英国军官，第一次世界大战期间率领邓斯特部队穿越现今的伊拉克和伊朗，前往高加索和巴库，成立里海舰队中央委员会独裁政权，政府由右派社会革命党、达什纳克、孟什维克组成。